# 米格爾·特羅瓦達
米格爾·多斯·安若斯·達·庫尼亞·里斯本·特羅瓦達（葡萄牙語：Miguel dos Anjos da Cunha Lisboa Trovoada，1936年12月27日—），前聖多美普林西比總理、總統，現任聯合國幾內亞比索建設和平綜合辦事處主任。
| 前任： 不詳                   | 聯合國幾內亞比索建設和平綜合辦事處主任 2014年7月－ | 繼任： 現任                |
| 前任： 曼努埃爾·平托·達科斯塔 | 聖多美普林西比總統 1991年4月－2001年9月            | 繼任： 弗拉迪克·德梅內塞斯 |
| 前任： 雷昂內爾·達爾瓦        | 聖多美普林西比總理 1975年7月－1979年3月            | 繼任： 職務取消            |